# Cal Cavaller (Barberà de la Conca)
Cal Cavaller és una obra de Barberà de la Conca (Conca de Barberà) inclosa a l'Inventari del Patrimoni Arquitectònic de Catalunya.

## Descripció
Casa senyorial de dos cossos, probablement d'èpoques diferents. La part més antiga és de planta i dos pisos. L'antiga porta en forma d'arc dovellat està molt reformada. L'altre cos, més recent, és de planta i pis, bastit amb pedra desigual.

## Història
Molt comunament en la zona, questes ases eren cobertes i accedien a un pati o eren lloc de pas d'altres vivendes. A mitjans del segle xix i durant el segle xx, les obertures han estat reformades sota el model rectangular amb llinda.
Si bé és difícil assegurar una vinculació directa amb el castell d'Ollers, probablement s'utilitzaren alguns materials.